# Dabrina
Dabrina is een plaats in de gemeente Glina in de Kroatische provincie Sisak-Moslavina. De plaats telt 84 inwoners (2001).